# 五级太平洋飓风列表

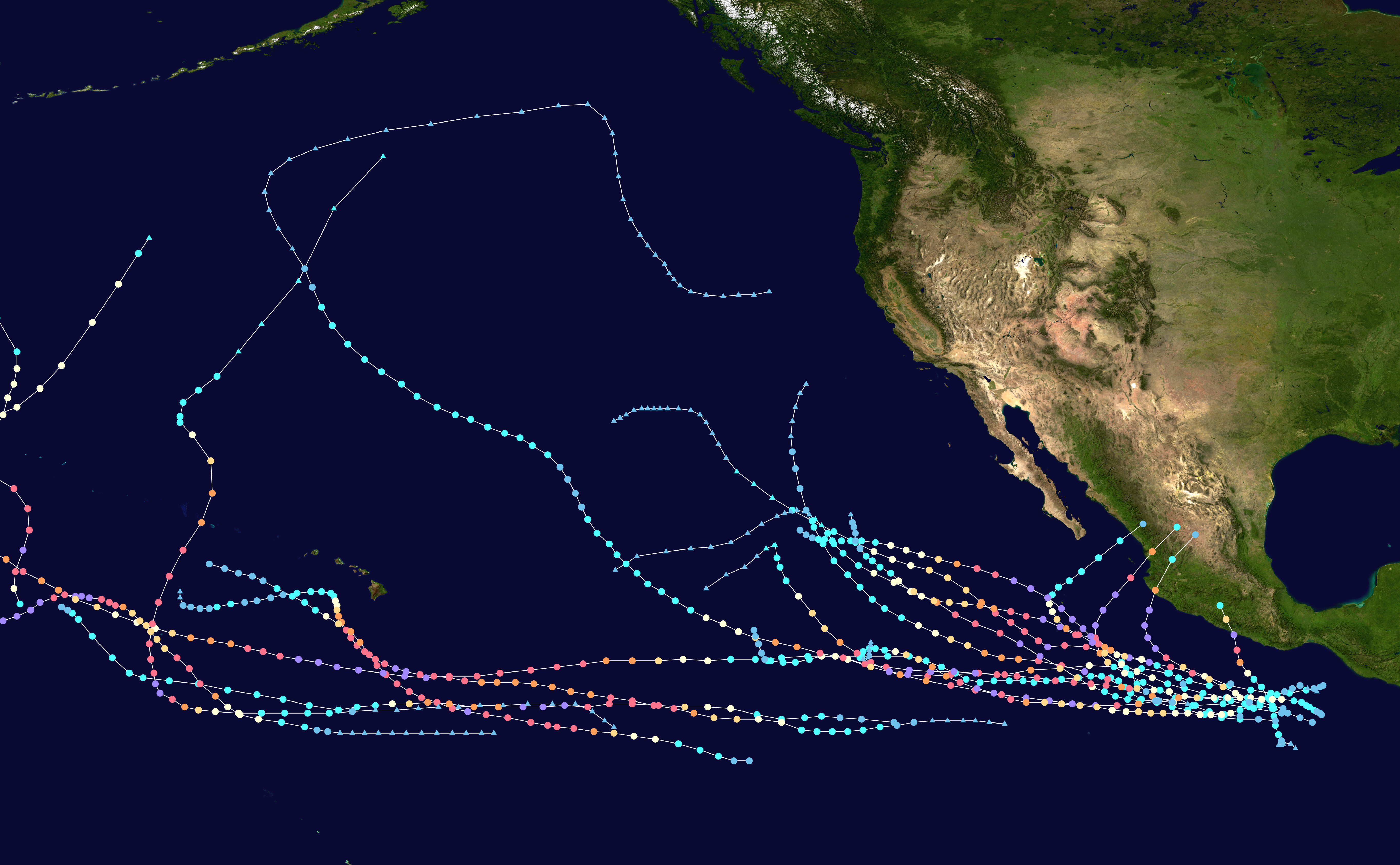
所有在国際日期变更线以東的五级太平洋飓风的路徑。

五级飓风指的是强度在萨菲尔-辛普森飓风等级中达到五级的大西洋和東太平洋飓风，这一强度属地球上飓风强度的最高等级。有记录以来，东太平洋形成五级飓风的次数很少，经常每数年才会发生，而且往往在同一年内形成多个，如1994（3个）、1997（2个）和2002年（3个）等年份。由于北半球的热带气旋总体会向西面行进，所以这些风暴中登陆的例子很少。
依据“飓风”的定义，本条目只列出在东太平洋范围内达到五级强度的热带气旋。“飓风”指的是大西洋和东太平洋的强烈热烈气旋，这其中的东太平洋指的是赤道以北，国际日期变更线以东的太平洋。在这些海域达到五级强度的飓风，即为五级飓风。西北太平洋（赤道以北、国际日期变更线以西）的同类热带气旋则称为“台风”或“超级台风”。达到萨菲尔-辛普森强度等级中的五级的台风通常在每个台风季都会出现多场，相对而言更为常见。一个热带气旋可能会在移动过程中跨越国际日期变更线，这一类的热带气旋将会（在强度符合“飓风”与“台风”的标准的前提下）在处于东太平洋的时间段内被称为飓风，在位于西北太平洋期间被称为台风，例如1994年的飓风约翰。本条目根据“飓风”的定义，对于生成于或移入过东太平洋范围，但仅在西北太平洋达到过五级强度的热带气旋不予收录。例如前述1994年的飓风约翰因为在东太平洋范围内达到五级飓风强度，故被收录在本条目内；而1997年达到五级强度标准的超级台风柏加和超级台风奥利华，以及2014年的超级台风吉纳维芙不会被收录在本条目中，因为这三个热带气旋虽然都是于东太平洋形成并获得命名，但都是在越过国际日期变更线后才达到五级强度标准。

## 统计
五级飓风的定义是地面向上10米区域1分钟持续风速达到每小时252公里或以上的飓风。热带气旋的风场在移动过程中是不对称的，其中北半球的风暴最强风力通常位于其移动方向的右侧。因此包括美国国家飓风中心在内的气象部门发布的公报中也是给出这一方向的最高风速。
从1959到2018年太平洋飓风季，一共只有18个热带气旋在东太平洋达到五级飓风强度。1959年以前还没有已知的五级飓风记录下来。有可能某些早年风暴在开放海域上空达到过五级强度，但由于自始至终在海上逗留，没有对陆地构成影响，所以一直都不为人所知。

## 五级太平洋飓风列表

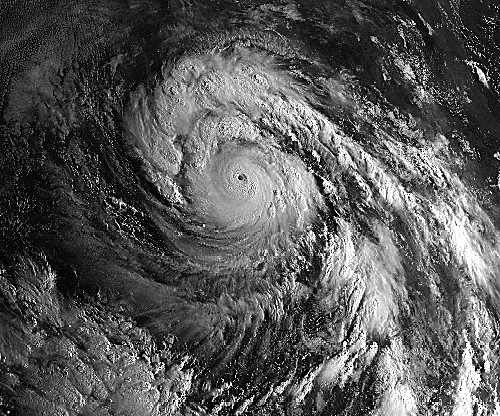
1997年9月12日，正处最高强度的飓风琳达

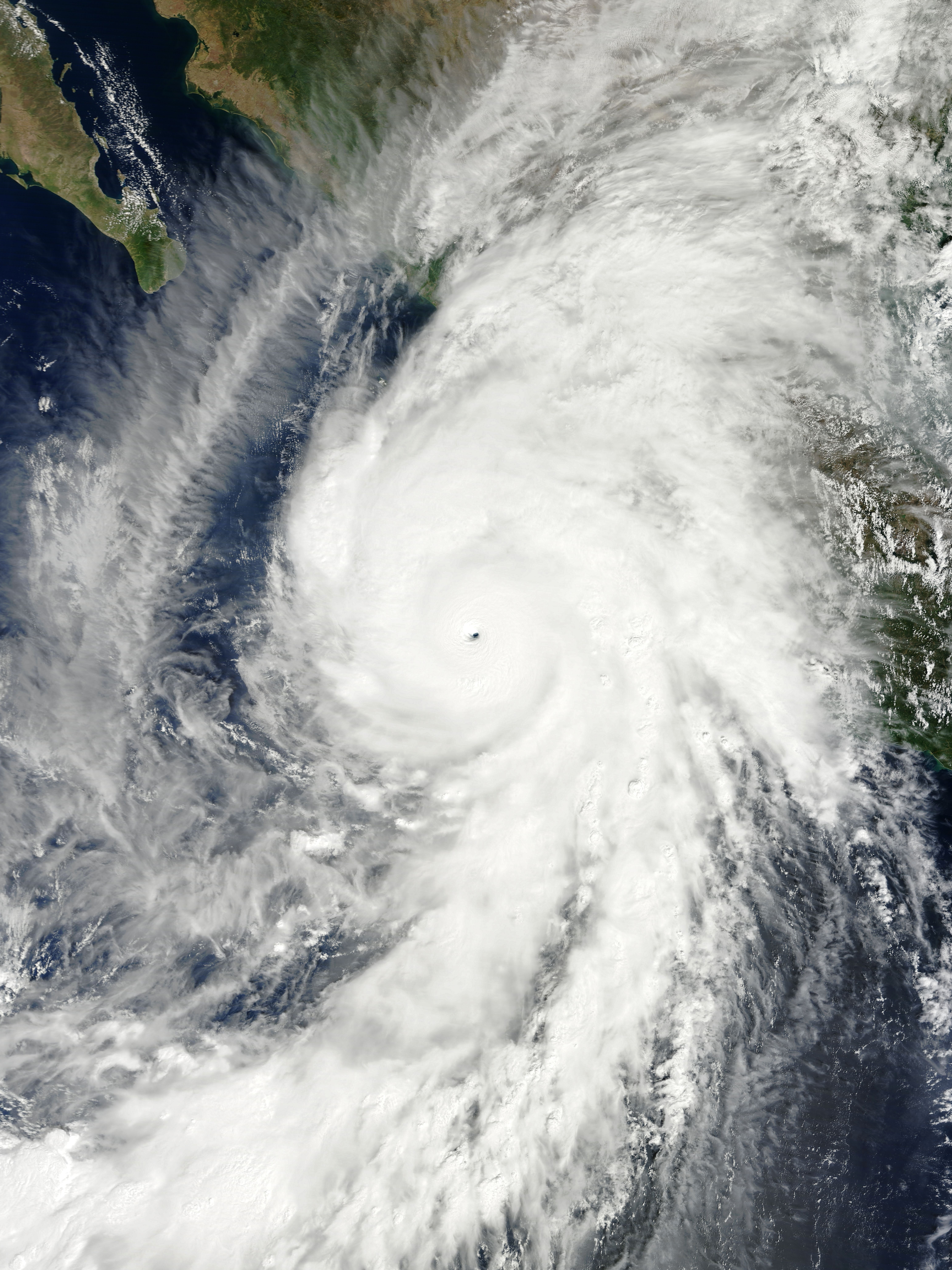
2015年10月23日，正处创纪录最高强度的飓风帕特里夏

以下列表中会按形成时间从早到晚列出所有的五级太平洋飓风。只有1994年的飓风艾米利亚和2006年的飓风伊欧凯多次达到五级强度，即达到五级后减弱为四级或以下强度，然后再度达到五级标准。
1966年，人类开始采用地球同步氣象衛星监控天气变化，因此这年开始的天气纪录相对而言更为完美和可靠。在此以前的东太平洋热带气旋数量可能存在很大程度的低估。这样，也就很可能会有五级飓风未能列入下表，但是，20世纪70到90年代五级飓风数量稀少已是不争的事实。
大部分情况，风暴的最低中心气压都是采用德沃夏克分析法分析卫星图像估计所得。肯纳、艾娃和帕特里夏的中心气压是由飞入风暴的飓风猎人侦察机测得。由于这些中心气压数据大多是估计值，因此有可能会有其它风暴的实际最低气压比这些飓风更低。
气压为估计值的一个重要原因就是这些飓风大多没有对陆地构成威胁。由于肯纳和帕特里夏威胁到陆地，因此气象部门派出侦察机采用投落送测量其气压。飓风艾娃没有威胁陆地，当时主要是为了检测设备和开展研究而派飓风猎人前去探测。
年代久远风暴的气压读数有欠完整，因为那时地球同步气象卫星技术尚不具备，只能根据船只、陆地观测，以及有侦察机投入使用后的相应监测数据。例如侦察在测量飓风艾娃的气压时，这一气旋实际上还只达到四级飓风强度。飓风约翰和飓风吉尔玛的气压数据也不完整，这是因为当时中太平洋飓风中心还没有公布中太平洋（指西经140度以西，国际日期变更线以东的太平洋）天气系统的气压数据。值得注意的是，这份名单并不等同于最强烈的太平洋飓风名单。东太平洋已知最强烈的四级风暴是2014年的飓风奥迪尔，其最低气压为918毫巴，比包括飓风吉列尔莫在内的多场五级飓风还要低。
五级太平洋飓风的形成月份集中在6到10月。有纪录以来自然年中形成日期最早的五级太平洋飓风是1973年的飓风艾娃，最晚的则是10月24日达到最高强度的飓风肯纳。飓风艾娃也是有纪录以来最强烈的6月太平洋飓风，飓风吉尔玛、玛丽、琳达和派翠莎则分别是7到10月最强烈的飓风。自有纪录以来，东太平洋还没有在5月、11月以及淡季形成过五级飓风。
已知有两场太平洋飓风曾多次达到五级强度标准，分别是1994年的飓风艾米利亚和2006年的飓风伊欧凯，两者都在东太平洋两次达到五级飓风标准，并且伊欧凯还在西太平洋第三次达到这一标准，但这时系统已经属于台风。飓风伊欧凯的五级强度一共维持了42小时，与飓风约翰并列排名第一，不过飓风约翰和琳达则拥有连续保持五级强度时间最长的太平洋飓风纪录。

2002年9月1日，正处最高强度的飓风埃尔南遠离墨西哥海岸

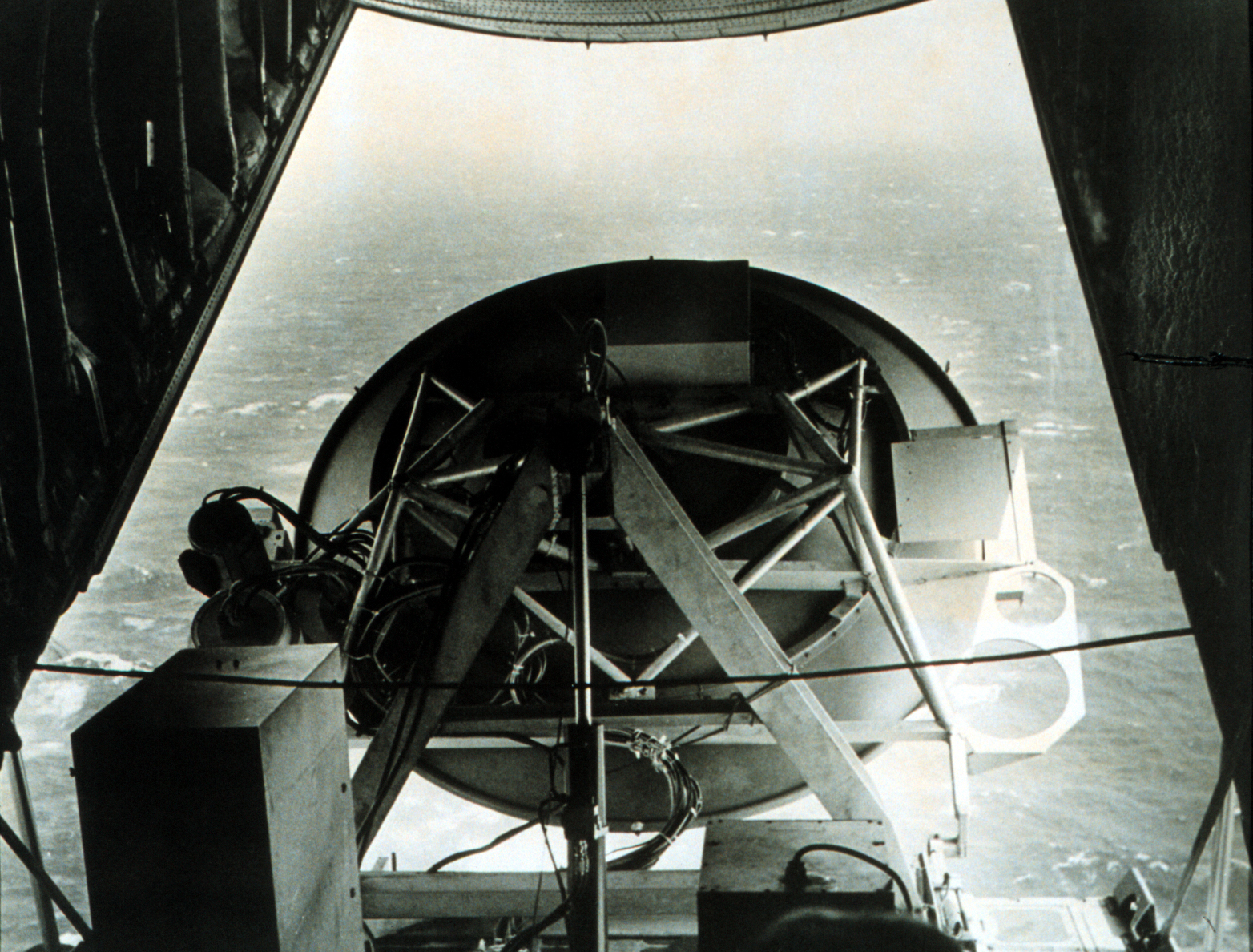
一架飞入飓风艾娃的C-130运输机尾部装载的微波雷达

| 风暴名称 | 飓风季 | 达到五级强度的日期 | 处於五级强度的时间 （小时） | 1分钟最大持续风速 | 1分钟最大持续风速 | 气压 | 气压     |
| 风暴名称 | 飓风季 | 达到五级强度的日期 | 处於五级强度的时间 （小时） | 英里/小时         | 公里/小时         | 百帕 | 英寸汞柱 |
| --- | ------ | ------------------ | --------------------------- | ----------------- | ----------------- | ---- | -------- |
| 白西 | 1959   | 9月6日             | 6                           | 175               | 280               | 930  | 27.46    |
| 艾娃 | 1973   | 6月7日             | 24                          | 160               | 260               | 915  | 27.02    |
| 艾米利亚 | 1994   | 7月19－21日†       | 18                          | 160               | 260               | 926  | 27.34    |
| 吉尔玛 | 1994   | 7月24－25日        | 18                          | 160               | 260               | 920  | 27.17    |
| 约翰 | 1994   | 8月22－24日        | 42                          | 175               | 280               | 929  | 27.43    |
| 吉列尔莫 | 1997   | 8月4－5日          | 24                          | 160               | 260               | 919  | 27.14    |
| 琳达 | 1997   | 9月12－14日        | 42                          | 185               | 295               | 902  | 26.64    |
| 依利达 | 2002   | 7月25日            | 6                           | 160               | 260               | 921  | 27.20    |
| 埃尔南 | 2002   | 9月1日             | 12                          | 160               | 260               | 921  | 27.20    |
| 肯纳 | 2002   | 10月24日           | 18                          | 165               | 270               | 913  | 26.96    |
| 伊欧凯 | 2006   | 8月24－26日‡       | 42                          | 160               | 260               | 915  | 27.02    |
| 里克 | 2009   | 10月18日           | 24                          | 180               | 285               | 906  | 26.75    |
| 西莉亚 | 2010   | 6月25日            | 12                          | 160               | 260               | 921  | 27.20    |
| 玛丽 | 2014   | 8月24日            | 6                           | 160               | 260               | 918  | 27.11    |
| 派翠莎 | 2015   | 10月22－23日       | 23                          | 215               | 345               | 872  | 25.75    |
| 萊恩 | 2018   | 8月22日            | 12                          | 160               | 260               | 922  | 27.23    |
| 瓦拉卡 | 2018   | 10月1－2日         | 12                          | 160               | 260               | 920  | 27.17    |
| 威拉 | 2018   | 10月22日           | 6                           | 160               | 260               | 925  | 27.32    |
| 約瓦 | 2023   | 9月7日             | 12                          | 160               | 260               | 929  | 27.43    |
| 奧蒂斯 | 2023   | 10月22日           | 6                           | 165               | 270               | 923  | 27.26    |
| 克里斯蒂 | 2024   | 10月24日           | 6                           | 160               | 260               | 926  | 27.34    |
| † 飓风艾米利亚第一次达到五级飓风强度后保持了6小时，第二次则保持了12小时，共计18小时。 ‡ 伊欧凯第一次达到五级强度后保持了18小时，第二次又在国际日期变更线以东保持了24小时，共计42小时。伊欧凯没有在8月26日失去其五级强度。不过，它进入西北太平洋，因而不再被认为是飓风，而是台风。 |        |                    |                             |                   |                   |      |          |

## 气候学

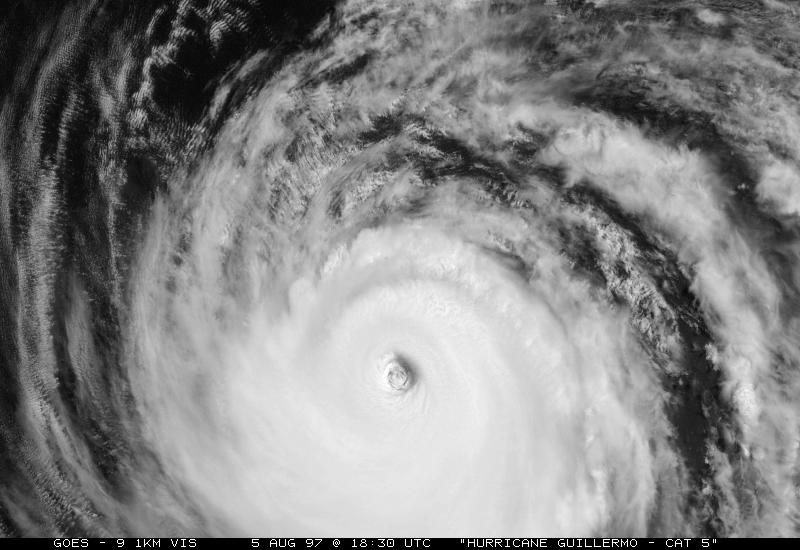
飓风吉列尔莫是1997年太平洋飓风季的首场五级飓风

东太平洋出现五级飓风的年份都存在厄尔尼诺现象。这一现象会令海面温度升高、风切变减少，有利于热带气旋的发展。这也是五级飓风扎堆在单数年份出现的根本原因。厄尔尼诺现象在中太平洋最为显著。
没有厄尔尼诺现象的年份缺少五级飓风主要是因为热带气旋的发展空间有限。东太平洋的洋流会令温暖的海水向西流动。由于海域内没有大规模陆地阻挡水流前进，令其像大西洋那样“堆积起来”，因此所形成的热带气旋规模都很小。水流继续向西流动，虽然水温仍然比较高，但由于风切变的不利影响，夏威夷以南水域的热带气旋发展受限，使得这片原本对热带气旋发展而言应该会很理想的海域变得反倒不利于气旋发展。
不过，这并不意味着没有厄尔尼诺现象的年份就不可能形成五级飓风。1959年太平洋飓风季是有纪录以来造成死亡人数最多的太平洋飓风季，形成了帕齐這场五级飓风，但这年东太平洋既没有厄尔尼诺现象，也没有拉尼娜现象。1973年的大部分时间里，东太平洋都受到拉尼娜现象影响，这种现象通常会减少该海域热带气旋的活跃程度，但五级飓风艾娃却在这年6月上旬形成，创下形成日期最早的五级飓风纪录。除此以外，2009和2010年太平洋飓风季、2014年和2015年各形成了一场五级飓风（分别是里克和西莉亚、瑪麗和派翠莎），这也是有纪录以来只有两次在连续两年中都有五级太平洋飓风形成。

## 登陆

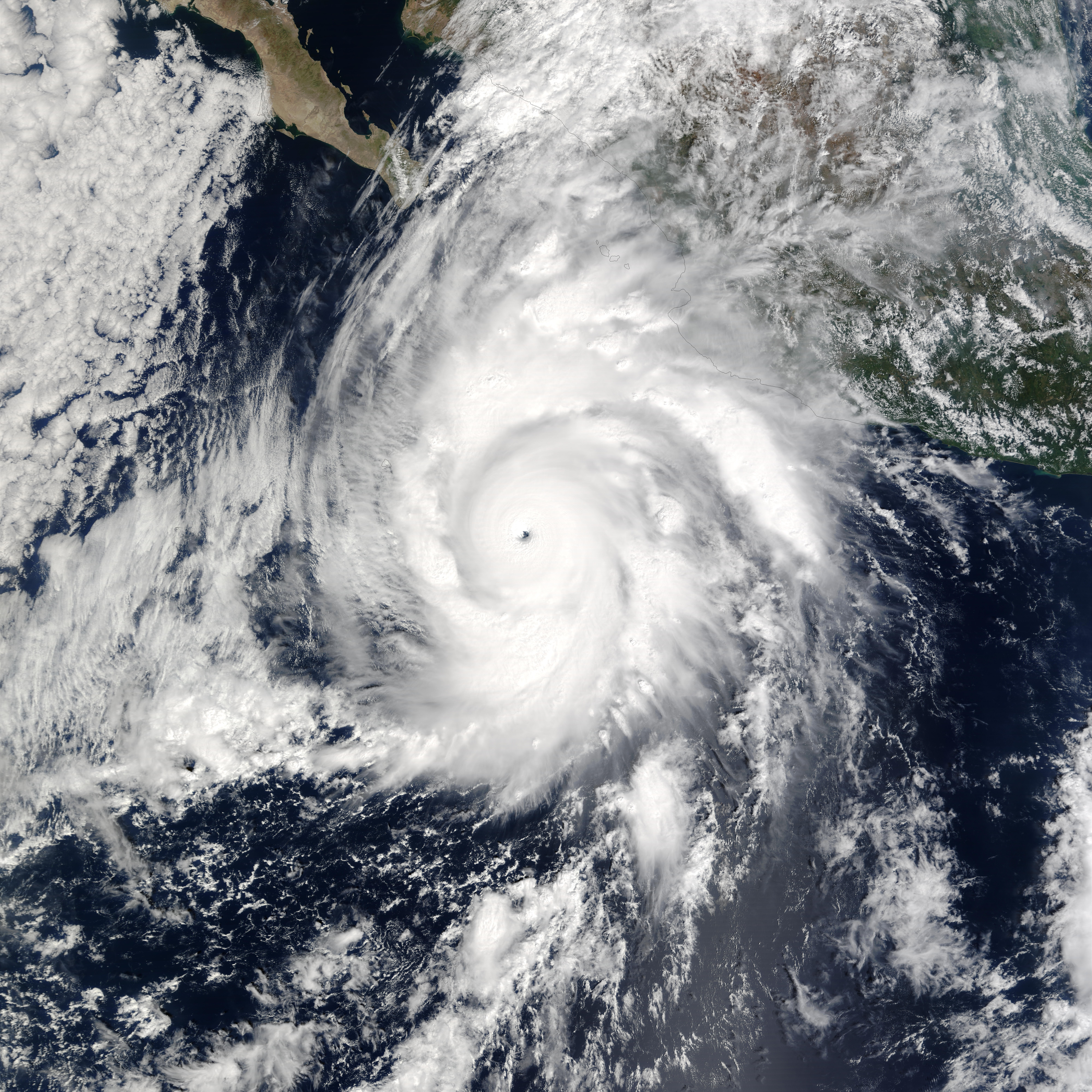
飓风肯纳，三场曾以任何强度登陆的五级太平洋飓风之一

截至2015年，曾以任何强度登陆的五级太平洋飓风分别是飓风肯纳、颶風里克和颶風派翠莎。並无飓风在登陆时仍保持五级强度，肯纳和帕特里夏登陆时已减弱成四级飓风，里克登陆时则是热带风暴。帕特里夏是有纪录以来登陆时最强烈的太平洋飓风，1976年的飓风玛德琳和1992年的飓风伊尼基排名第2，肯纳则排名第4，不过这两场风暴没有达到五级强度标准，只是登陆时的强度较肯纳略高。起初，1959年墨西哥飓风被认为在吹袭曼萨尼约时仍有五级强度，但是在2016年的重新分析中指出该风暴的最高强度为四级飓风。帕特里夏在2016年风季过后的重新分析之前也被认为在曼萨尼约附近登陆时仍有五级强度。
除了以上3场飓风外，飓风约翰、琳达和伊欧凯都曾对陆地构成威胁。约翰和伊欧凯对约翰斯顿环礁有很小的影响，并且约翰还给夏威夷州带去了大量降水。气象部门一度预测琳达会逼近南加州，但事实上并非如此，不过气旋还是以接近最高强度从索科罗岛附近洋面掠过。
登陆的东太平洋热带气旋数量较少的根本原因在于：北半球的热带气旋通常会向西移动。以大西洋来说，这会导致北美洲东海岸受到风暴袭击，但东太平洋没有大规模陆地，气旋在海上行进，逐渐因水温降低、风切变增加而减弱直至消散。夏威夷是该海域唯一有大量常住人口的陆地，但其面积仍然很小，并且受到副热带高压脊的保护，因此受到飓风吹袭的可能性也很小。。